# Laxe
Laxe és un municipi de la província de la Corunya a Galícia. Pertany a la Comarca de Bergantiños. Està a la costa atlàntica, a la vora de la ria que porta el seu nom, la ria de Corme i Laxe.
| 3.245 | 3.228 | 3.884 | 3.654 | 3.558 |
| Fonts: INE i IGE (Els criteris de registre censal variaren i les dades de l'INE i de l'IGE poden no coincidir.) |       |       |       |       |

## Parròquies
- Laxe (Santa María)
- Nande (San Simón)
- Sarces (San Amedio)
- Serantes (Santa María)
- Soesto (Santo Estevo)
- Traba (Santiago)